# Borostyánkői-hegység
A Borostyánkői-hegység (németül Bernsteiner Gebirge) az Alpokalja egy csoportja, amely az ausztriai Burgenland területén, a Gyöngyös-patak és Pinka folyók közt terül el. Nevét a burgenlandi településről, Borostyánkőről (Bernstein) kapta, innen a német neve is. Geológiailag keletről a Góborfalva és Vágod közti mély nyereg (503 m) határolja el a Kőszegi-hegységtől.
A Borostyánkői-hegység főbb emelkedései a Kőhalom (829 m), Gerinchegy (808 m), Vöröshegy (796 m.), Schlägner Höhe (846 m) és Hutwisch (897 m), melyek a Wechsel hegységhez fűzik. Jelentős magassága mellett elég sűrűn lakott hegység, a községek felhúzódnak 700 méter tengerszint feletti magasságig is. A legmagasabb tetőkön szántóföldek váltakoznak a túlnyomóan fenyves erdőkkel. A hegységnek nevezetes fürdői (Tarcsa) és ásványvizei (Góborfalva) vannak.
Az Alpok SOIUSA-nak (Suddivisione Orografica Internazionale Unificata del Sistema Alpino) megfelelő felosztása szerint a Stájer Elő-Alpok része.